# Tick, Tick... Boom!
Tick, Tick... Boom! (viết cách điệu: tick, tick... BOOM!) là phim điện ảnh ca nhạc tiểu sử của Mỹ năm 2021 do Lin-Manuel Miranda đạo diễn, đồng thời cũng là tác phẩm điện ảnh đầu tay của anh. Với Steven Levenson đảm nhiệm phần kịch bản dựa trên vở nhạc kịch cùng tên của Jonathan Larson, bộ phim là một tác phẩm bán tự truyện về quá trình Larson viết nên một vở nhạc kịch để gia nhập ngành công nghiệp này. Phim có sự tham gia diễn xuất của Andrew Garfield, Robin de Jesús, Alexandra Shipp, Joshua Henry, Judith Light và Vanessa Hudgens.
Tick, Tick... Boom! đã có buổi ra mắt đầu tiên trên toàn thế giới tại sự kiện AFI Fest vào ngày 10 tháng 11 năm 2021 và bắt đầu được công chiếu giới hạn tại các rạp từ hai ngày sau đó, trước khi được phát hành trực tuyến trên nền tảng Netflix vào ngày 19 tháng 11. Bộ phim nhận được những đánh giá tích cực cho phần diễn xuất của Garfield và chỉ đạo đạo diễn của Miranda. Tick, Tick... Boom! được Viện phim Mỹ vinh danh là một trong những phim điện ảnh hay nhất năm 2021 và được đề cử cho Phim ca nhạc hoặc phim hài hay nhất tại Giải Quả cầu vàng lần thứ 79 và Phim hay nhất tại Giải Critics' Choice lần thứ 27. Với phần diễn xuất của mình, Garfield đã giành được nhiều giải thưởng, bao gồm giải Quả cầu vàng cho Nam diễn viên phim ca nhạc hoặc phim hài xuất sắc nhất, cũng như một đề cử giải Oscar cho Nam diễn viên chính xuất sắc nhất.

## Nội dung
Năm 1992, Jonathan Larson biểu diễn buổi độc thoại nhạc rock Tick, Tick... Boom! tại New York Theatre Workshop cùng với hai người bạn Roger và Karessa. Anh mô tả những tiếng tích tắc không ngừng xuất hiện trong đầu mình và bắt đầu kể câu chuyện của bản thân. Đầu năm 1990, Jonathan làm việc tại quán ăn Moondance Diner ở SoHo song song với việc chuẩn bị cho một hội thảo về dự án âm nhạc của riêng mình mang tên Superbia. Anh ấy cảm thấy áp lực phải thành công trước khi bước sang tuổi 30 khi chỉ còn hơn một tuần nữa là đến sinh nhật, và anh coi buổi hội thảo là cơ hội cuối cùng của mình. Anh tổ chức một bữa tiệc tại nhà với bạn bè, với sự tham gia của người bạn cùng phòng cũ Michael, cô bạn gái Susan và những người đồng nghiệp Freddy và Carolyn. Susan nói với Jonathan về công việc giảng dạy tại Jacob's Pillow và đề nghị anh đến.
Michael trước đó đã rời sự nghiệp nghệ thuật để theo ngành quảng cáo, nhận thấy lời đề nghị của Susan là cơ hội để Jonathan cân nhắc về một tương lai nghiêm túc; anh mời Jonathan tham gia nhóm quảng cáo tại công ty của mình. Ira – nhà sản xuất của Jonathan – yêu cầu anh viết một bài hát mới cho Superbia, nhưng anh không thể nghĩ ra bất cứ bản nhạc nào và anh chỉ còn có một tuần. Jonathan thấy mình không thể tập trung vào việc chuẩn bị cho hội thảo khi nghĩ về những lời đề nghị của Michael và Susan. Sự lo lắng của anh chỉ tăng lên gấp bội khi anh biết từ Carolyn rằng Freddy đã phải nhập viện vì nhiễm HIV. Susan vì thất vọng vì sự thiếu quyết đoán và nỗi ám ảnh sự nghiệp của Jonathan nên đã chia tay anh. Để có tiền thuê một ban nhạc cho buổi hội thảo, Jonathan tham gia nhóm tập trung quảng cáo. Tuy nhiên, anh ta cố tình phá hoại nó, khiến Michael tức giận. Michael cảm thấy Jonathan đang lãng phí đặc quyền được sống với người mình yêu trong một sự nghiệp sân khấu không ổn định về tài chính, điều mà Michael không thể làm với tư cách là một người đồng tính nam giữa cuộc khủng hoảng AIDS.
Sau khi nhận được một cuộc gọi động viên từ người đại diện Rosa, Jonathan cố gắng viết bài hát mới vào đêm trước hội thảo nhưng điện của phòng anh bị cắt. Anh tới một hồ bơi để trút bỏ những bực bội về buổi hội thảo cũng như cuộc sống cá nhân của mình, và nhờ đó đã có thể sáng tác nên bài hát mới. Buổi hội thảo có sự tham gia của bạn bè, gia đình và các chuyên gia trong ngành, trong đó có Sondheim. Jonathan nhận được nhiều lời khen ngợi nhưng không có đề nghị sản xuất nào cho Superbia. Rosa khuyến khích anh tiếp tục sáng tác. Chán nản, Jonathan cầu xin Michael cho anh một vị trí trong công ty quảng cáo, nhưng Michael đã thay đổi quyết định sau khi xem hội thảo, thúc giục Jonathan tiếp tục với sự nghiệp nhạc kịch, đồng thời tiết lộ rằng anh đã dương tính với HIV. Nhận ra rằng nỗi ám ảnh nghề nghiệp đã khiến anh mất Susan và làm tổn hại tình bạn giữa anh và Michael, Jonathan lang thang khắp New York trước khi thấy mình ở Nhà hát Delacorte. Anh tìm thấy một cây đàn piano và suy ngẫm về tình bạn của mình và Michael cùng những hy sinh mà anh phải có cho sự nghiệp. Jonathan và Michael hòa giải.
Buổi sáng sinh nhật lần thứ 30 của Jonathan, Sondheim gọi điện chúc mừng anh và bày to ông muốn nói chuyện với anh về Superbia – điều này đã giúp vực dậy tinh thần của Jonathan. Tổ chức tiệc sinh nhật của mình tại Moondance Diner, anh cảm thấy nhẹ nhõm khi biết tin Freddy sẽ được xuất viện. Susan tặng anh quyển sổ chép nhạc trắng, và rồi họ chia tay nhau trong êm đẹp. Dự án tiếp theo của Jonathan là Tick, Tick... Boom!, và sau đó nữa là một dự án mang tên Rent. Jonathan đã qua đời vì phình động mạch chủ vào đêm trước khi Rent được biểu diễn Off-Broadway. Năm 1992, Jonathan biểu diễn bài hát cuối cùng của Tick, Tick... Boom! và lạc quan nhìn về tương lai.

## Diễn viên
- Andrew Garfield vai Jonathan Larson[3]
- Alexandra Shipp vai Susan Wilson[4]
- Vanessa Hudgens vai Karessa Johnson
- Robin de Jesús vai Michael[4]
- Joshua Henry vai Roger Bart[a]
- Jonathan Marc Sherman vai Ira Weitzman
- Michaela Jaé Rodriguez vai Carolyn
- Ben Levi Ross vai Freddy
- Judith Light vai Rosa Stevens[4]
- Bradley Whitford vai Stephen Sondheim
- Laura Benanti vai Judy Wright
- Danielle Ferland vai Kim
- Micaela Diamond vai Peggy
- Utkarsh Ambudkar vai Todd
- Gizel Jimenez vai Cristin
- Kate Rockwell vai Lauren
- Aneesa Folds vai Danya
- Joel Perez vai Lincoln
- Judy Kuhn vai Nanette "Nan" Larson
- Danny Burstein vai Allan "Al" Larson
- Lauren Marcus vai Donna[7]
- Richard Kind vai Walter Bloom
- Tariq Trotter vai H.A.W.K. Smooth
- Ryan Vasquez vai Scott
- Joanna P. Adler vai Molly
- Jelani Alladin vai David

Giám đốc nghệ thuật của nhà hát New York Theatre Workshop, James C. Nicola và Roger Bart, đã xuất hiện với tư cách là "khách dùng bữa" tại quán Moondance Diner ở cảnh mở màn. Cả hai đều quen biết và làm việc với Larson thật: Nicola phụ trách New York Theatre Workshop vào thời điểm diễn ra các sự kiện của bộ phim và giúp đỡ vở kịch Rent, trong khi Bart là bạn thân và cộng sự thường xuyên góp giọng hỗ trợ cho phiên bản độc thoại gốc của Tick, Tick... Boom!. Nhân vật Roger do Joshua Henry thủ vai được lấy cảm hứng từ Bart. Bài "Sunday" có sự tham gia của André De Shields, Bebe Neuwirth, Beth Malone, Brian Stokes Mitchell, Chita Rivera, Chuck Cooper, Howard McGillin, Joel Grey, Renée Elise Goldsberry, Phillipa Soo, Phylicia Rashad và Bernadette Peters. Nó cũng có sự góp mặt của Adam Pascal, Daphne Rubin-Vegavà Wilson Jermaine Heredia trong vai những người vô gia cư: cả ba đều là diễn viên ban đầu của vở kịch Broadway của Rent, cũng do Larson viết kịch bản. Trang phục của Rubin-Vega bao gồm một đôi giày mà cô ấy mang trên sân khấu trong phiên bản gốc của Rent, và một chiếc áo hoodie đen từng thuộc về Larson. Đạo diễn Miranda cũng xuất hiện trong vai một người đầu bếp tại Moondance Diner trong cảnh quay này.
Phân cảnh hội thảo của bao gồm sự tham gia cua các khách mời là nhiều nhà soạn nhạc và nhà viết kịch đã thành danh như Alex Lacamoire, Amanda Green, Chad Beguelin, Dave Malloy, Eisa Davis, Georgia Stitt, Grace McLean, Helen Park, Jason Robert Brown, Jeanine Tesori, Joe Iconis, Marc Shaiman, Matthew Sklar, Nick Blaemire, Quiara Alegría Hudes, Shaina Taub, Stephen Schwartz, Stephen Trask, nhà biên kịch Steven Levenson và Tom Kitt. Blaemire trước đây đã vào vai Jonathan Larson trong vở kịch Off-Broadway năm 2016 của Tick, Tick... Boom!. Một số thành viên nhóm hip-hop Freestyle Love Supreme của Miranda có vai trò xuyên suốt bộ phim: ngoài Aneesa Folds và Utkarsh Ambudkar, Shockwave và Andrew "JellyDonut" Bancroft xuất hiện trong "No More", và Christopher Jackson xuất hiện với tư cách là người bảo trợ tại buổi biểu diễn Tick, Tick... Boom! tại New York Theatre Workshop. Cha của Miranda, Luis A. Miranda Jr., vào vai người phụ trách tòa nhà trong "No More". Ngoài ra, Janet Dacal, Kenita Miller, Eddy Lee và Jared Loftin xuất hiện với tư cách là người biểu diễn trong buổi hội thảo Superbia. Mặc dù Whitford vào vai Sondheim trên màn ảnh, Sondheim thật đã tự lồng tiếng cho nhân vật ở phần tin nhắn trong hộp thư thoại của Jonathan. Vợ của Miranda, Vanessa Nadal, lồng tiếng cho Deborah, bạn của Susan, người đã gọi điện cho Jonathan ở đầu phim để nói về thiết bị cho buổi biểu diễn của Susan.
Anna Louizos, nhà thiết kế sản xuất của vở Tick, Tick... Boom! Off-Broadway năm 2001 và vợ của cô là Robyn Goodman lần lượt vào vai Michelle và Gay, những người hàng xóm tham dự bữa tiệc của Jonathan. Trong số các khán giả của cảnh cuối cùng có Scott Schwartz, giám đốc sản xuất phiên bản Off-Broadway năm 2001 của Tick, Tick... Boom!, và Julie Larson, chị gái của Larson. Anthony Rapp andvà Idina Menzel xuất hiện trong đoạn băng lưu trữ từ quá trình sản xuất ban đầu của Rent. Đoạn phim lưu trữ về các sản phẩm của Nhật Bản và Cuba cũng được sử dụng, một trong số các cảnh này được lấy từ phim tài liệu Revolution Rent năm 2019. Jace Alexander, Michael Lindsay và Marin Mazzie cũng nằm trong dàn diễn viên; cả ba đều biết và từng làm việc với Larson thật.

## Sản xuất

### Bối cảnh
Tick, Tick... Boom! bắt đầu với đoạn độc thoại rock có tựa đề 30/90 và sau đó là Boho Days mà Larson viết từ năm 1989 đến 1990, công diễn lần đầu tại Second Stage Theater từ ngày 6 đến ngày 9 tháng 9 năm 1990. "Boho Days" là một tác phẩm bán tự truyện theo chân một nhà soạn nhạc kịch tên Jon, người đang cố gắng tìm ra dự án tiếp theo của mình sau buổi hội thảo thất bại về vở nhạc kịch Superbia, dựa trên kinh nghiệm của chính Larson trong việc cố gắng dàn dựng Superbia. Larson sau đó đã viết lại tác phẩm thành Tick, Tick... Boom! mà anh đã biểu diễn tại Village Gate vào tháng 11 năm 1991, và sau đó là tại Lễ hội O Solo Mio của New York Theatre Workshop vào năm 1992 và 1993 trước khi chuyển sang phát triển Rent. Tác phẩm đã bị chỉnh sửa đáng kể trong giai đoạn này vì nó được viết để phản chiếu những sự kiện trong cuộc đời của Larson. Bạn của Larson và nhà sản xuất Victoria Leacock Hoffman kể lại rằng tác phẩm ngày càng trở nên bi quan khi Larson ngày càng thất vọng với sự nghiệp của mình.
Sau khi Larson qua đời, Leacock Hoffman và Robyn Goodman đã tuyển dụng nhà viết kịch David Auburn để chuyển thể tác phẩm độc tấu thành một vở nhạc kịch ba người. Auburn đã sửa lại cả câu chuyện và cấu trúc của Tick, Tick... Boom! trong khi vẫn cố gắng bảo tồn phần viết của Larson. Bên cạnh việc bổ sung lời thoại, một trong những đóng góp đáng kể nhất của Auburn là cốt truyện của về hội thảo Superbia. Thay đổi này, bên cạnh việc mang lại cảm giác về trình tự cho cốt truyện còn mang đến cơ hội biểu diễn bài hát chưa phát hành trước đó là "Come to Your Senses" – bài hát ban đầu được viết cho Superbia. J. Collis, tác giả của Boho Days: The Wider Works của Jonathan Larson, nhận xét những chỉnh sửa của Auburn đã mang lại cho vở nhạc kịch cấu trúc kịch nghệ tốt hơn, thay đổi vở kịch từ một câu chuyện về cuộc đấu tranh của người nghệ sĩ trở thành một câu chuyện về việc đưa ra lựa chọn trưởng thành và giải quyết các hậu quả của quyết định ấy. Vở kịch được biểu diễn Off-Broadway tại Jane Street Theatre vào năm 2001 và được cho là phiên bản quen thuộc nhất với khán giả.

### Phát triển
Nhà sản xuất Julie Oh được truyền cảm hứng để đưa Tick, Tick... Boom! lên màn ảnh sau khi thấy Lin-Manuel Miranda đóng vai chính trong vở kịch sản xuất năm 2014 tại New York City Center. Sau khi xem một bài báo trên New York Times của Miranda về cách Tick, Tick... Boom! đã truyền cảm hứng cho anh khi xem vở kịch Off-Broadway sản xuất năm 2001, cô cảm thấy rằng câu chuyện này phải được chuyển thể thành một bộ phim. Cô liên hệ với Jonathan Mills, người đứng đầu di sản Larson, và biết được rằng gia đình đang miễn cưỡng từ bỏ bản quyền phim do lo ngại câu chuyện của Larson có thể bị diễn tả sai lệch. Oh cảm thấy người đạo diễn duy nhất có thể thực hiện được dự án này là Miranda, và anh ngay lập tức bày tỏ lòng quan tâm sau khi được Oh liên hệ. Oh và Miranda bắt đầu thảo luận chính thức về bộ phim khi anh tới London ghi hình cho dự án Mary Poppins trở lại.
Bộ phim được công bố vào tháng 7 năm 2018 với tin tức rằng Miranda sẽ có màn ra mắt dưới vai trò đạo diễn với bộ phim chuyển thể từ nhạc kịch, với Imagine Entertainment và Julie Oh sản xuất và Steven Levenson chấp bút phần kịch bản. Miranda, Levenson và Oh coi quá trình này giống như tạo ra một vở nhạc kịch, bao gồm cả việc tổ chức một hội thảo bí mật tại Cung điện Thống nhất ở Washington Heights vào ngày 16 tháng 7 năm 2018. Chính trong giai đoạn này Andrew Garfield đã tham gia vào dự án sau anh khi hoàn thành vở Broadway Angels in America một ngày trước đó. Nhóm đã ấn định thời điểm bắt đầu quá trình sản xuất là tháng 3 năm 2020 để Miranda và Levenson có thêm thời gian nghiên cứu, đồng thời cũng để Garfield tham gia một khóa đào tạo thanh nhạc và piano. Tháng 6 năm 2019, Netflix đã mua lại bản quyền bộ phim, với Andrew Garfield là lựa chọn hàng đầu để đóng vai chính. Tháng 1 năm 2020, có thông tin cho biết biên đạo múa Ryan Heffington cũng sẽ làm việc cho dự án.

### Kịch bản
Để chuyển thể vở nhạc kịch thành phim, Miranda và Levenson đã tiến hành rất nhiều nghiên cứu cá nhân, bao gồm các cuộc phỏng vấn với bạn bè, gia đình và đồng nghiệp như Charleston, Roger Bart, Matt O'Grady và Ira Weitzman. Julie, chị gái của Larson, là nhà sản xuất của bộ phim, đã không khuyến khích Miranda và Levenson làm sạch hình ảnh của Larson, nói với họ rằng "hãy cho vào hết tất cả những mụn cóc. Bỏ hết mấy thứ tốt đẹp đi." Bart kể lại rằng Larson có xu hướng xúc phạm người khác khi công việc của anh không được đón nhận, nhưng anh đã hào phóng với các cộng sự của mình một lần trong phòng tập. Góc nhìn này ảnh hưởng rất nhiều đến vai diễn của Larson trong bộ phim đã hoàn thành.
Miranda và Levenson cũng đã tham khảo bộ tài liệu Jonathan Larson Papers tại Thư viện Quốc hội Hoa Kỳ, trong đó có các kịch bản gốc và đoạn băng nháp của Superbia, 30/90, Boho Days và Tick, Tick... Boom!. Các cảnh trong các kịch bản này được sử dụng để tạo ra những phân cảnh mới cho phim, ví dụ: một đoạn mà Larson nhớ lại khi anh nhận được phản hồi từ một người đàn ông tên Robert Rimer tại một hội thảo nhạc kịch đã được chuyển thể lên phim, với Rimer được thay thế bằng tên thật của người đàn ông này – Stephen Sondheim. Trong một bản nháp sơ khởi, Larson viết rằng chiếc váy xanh của Susan là phần thưởng do nhà thiết kế thời trang kiêm đồng nghiệp phục vụ tại quán Moondance Diner của anh tên Carolyn tạo ra – điều này dẫn đến việc sáng tạo ra nhân vật Carolyn, và vai diễn này sau đó do Michaela Jaé Rodriguez đảm nhiệm.

### Tuyển vai
Garfield đã được xác nhận sẽ đóng vai chính vào tháng 10, còn Alexandra Shipp, Vanessa Hudgens và Robin de Jesús tham gia dự án vào tháng 11 năm 2019. Joshua Henry, Judith Light và Bradley Whitford xác nhận sẽ tham gia tác phẩm vào tháng 1 năm 2020. Jordan Fisher, người thủ vai chính trong Rent: Live, dự định sẽ xuất hiện trong phim với tư cách là một nhân vật tên Simon, nhưng do bộ phim bị trì hoãn, đám cưới của anh lại được lên kế hoạch trùng ngày cảnh của anh được quay, vì vậy vai diễn của anh đã được thay thế bởi Noah Robbins. Tuy nhiên, cảnh quay này cuối cùng lại bị cắt khỏi phim. Tên của Fisher vẫn được đề trong các thông báo về diễn viên của bộ phim, và các thông cáo báo chí cũng đề cả tên anh và Robbins trong danh sách diễn viên ngay cả sau khi bộ phim được phát hành. Để chuẩn bị cho vai diễn Sondheim, Whitford đã nghiên cứu các buổi phỏng vấn về ông trong khoảng thời gian bộ phim thực hiện. Ông nhìn nhận Sondheim gần như là một "con đười ươi" trong các cuộc phỏng vấn.

### Quay phim
Quá trình quay phim chính bắt đầu vào tháng 3 năm 2020. Tuy nhiên, đoàn làm phim chỉ bấm máy được tám ngày trước khi đại dịch COVID-19 buộc mọi hoạt động phải tạm ngừng – ngày quay cuối cùng là 12 tháng 3 năm 2020 bên ngoài căn hộ thực của Larson tại số 508 phố Greenwich. Trong thời gian gián đoạn, dàn diễn viên cùng đội sản xuất đã tổ chức các cuộc họp hàng tuần trên Zoom, thường được gọi là "Tick, Tick... Zooms!". Công tác sản xuất tiếp tục vào tháng 9 năm 2020 với các biện pháp phòng tránh COVID-19 nghiêm ngặt và kết thúc vào tháng 11 năm 2020.
Phần ca hát trong bộ phim được hoàn thành nhờ việc kết hợp giữa vệc hát nhép theo các bản nhạc thu âm trước, ghi âm lại giọng hát của họ trong quá trình sản xuất hậu kỳ, và hát trực tiếp tại phim trường; các diễn viên lựa chọn một trong ba phương pháp này tùy thuộc vào môi trường và tông của cảnh quay. Trong trường hợp của "Why", Garfield đã thu một bản nhạc phát lại trước đó, nhưng trong quá trình quay phim tại nhà hát Delacorte Theater vào tháng 3, nam diễn viên cảm thấy cảm xúc trên bản nhạc không đủ nên đã trực tiếp thể hiện bài hát. Tính linh hoạt này đã bị hạn chế lại sau khi quá trình sản xuất phải thực hiện dưới các biện pháp phòng COVID-19, qua đó nhóm chỉ hát trực tiếp trong một số cảnh quay nhất định. Miranda nhớ lại một sự cố khi Garfield vô tình tự hát trực tiếp trong những ngày đầu ghi hình theo phương pháp mới khiến Miranda bị người giám sát tuân thủ COVID-19 của dự án mắng mỏ. "Boho Days" là một trong số ít các vở nhạc kịch được quay bằng phương pháp hát trực tiếp trong giai đoạn này: tất cả các diễn viên trong cảnh quay phải cách ly trong 14 ngày để thực hiện cảnh quay đó.

### Âm nhạc
Album nhạc phim Tick, Tick... Boom! được phát hành trực tuyến vào ngày 12 tháng 11 năm 2021 bởi Masterworks Broadway – cùng ngày với ngày ra rạp của bộ phim. Định dạng đĩa CD vật lý được phát hành vào ngày 3 tháng 12 năm 2021. Tất cả các bài hát của Jonathan Larson trong phim đều do Alex Lacamoire, Bill Sherman và Kurt Crowley sản xuất, Greg Wells hòa âm và Steven Gizicki giám sát âm nhạc. Đĩa đơn đầu tiên "30/90" được phát hành trên các nền tảng nghe nhạc trực tuyến vào ngày 5 tháng 10 năm 2021. "Louder Than Words" cũng được phát hành dưới dạng đĩa đơn cùng với ngày mở đặt trước của album là 22 tháng 10 năm 2021.

## Phát hành
Ngày 10 tháng 6 năm 2021, đoạn trailer đầu tiên của bộ phim đã được đăng tải trực tuyến, xác nhận rằng bộ phim sẽ được phát hành trên Netflix và tại một số rạp chọn lọc vào cuối năm 2021. Phim đã có buổi ra mắt tại AFI Fest ở Los Angeles vào ngày 10 tháng 11 năm 2021 dưới tư cách là phim điện ảnh đêm khai mạc, và một buổi ra mắt tại rạp Schoenfeld Theater ở New York. Phim được công chiếu tại một số lượng hạn chế các rạp phim vào ngày 12 tháng 11 năm 2021, trước khi phát hành trực tuyến trên Netflix vào ngày 19 tháng 11 năm 2021.

## Đón nhận

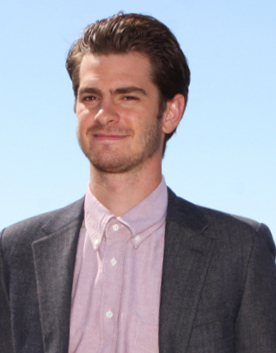
Diễn xuất của Andrew Garfield trong vai Jonathan Larson đã nhận được sự hoan nghênh của giới phê bình, giúp anh đã giành được giải Quả cầu vàng đầu tiên và đề cử giải Oscar thứ hai trong sự nghiệp.

Trên hệ thống tổng hợp kết quả đánh giá Rotten Tomatoes, phim nhận được 87% lượng đồng thuận dựa theo 206 bài đánh giá, với điểm trung bình là 7,6/10. Các chuyên gia của trang web nhất trí rằng, "Tick, Tick... Boom! tạo ra ma thuật âm nhạc từ một câu chuyện về quá trình sáng tạo – một thành tích ấn tượng cho đạo diễn mới ra mắt Lin-Manuel Miranda." Trên trang Metacritic, phần phim đạt số điểm 74 trên 100, dựa trên 42 nhận xét, chủ yếu là những lời khen ngợi.
Tick, Tick... Boom! nhận được nhiều lời tán dương vì đã chuyển thể thành công vở nhạc kịch gốc, trong đó Jackson McHenry từ Vulture nhấn mạnh tài năng của dàn diễn viên và thế giới mà bộ phim đã khắc hoạ. Diễn xuất của Garfield và de Jesús đặc biệt được khen ngợi, một phần nhờ khả năng âm nhạc đáng ngạc nhiên của Garfield cũng như việc de Jesús lần đầu đảm nhiệm một vai chính điện ảnh sau nhiều năm đi diễn tại các nhà hát. Jessica Derschowitz của Entertainment Weekly đã gọi bộ phim là "vật tổ cho những cảm giác mạnh cùng những thử thách trong việc làm nghệ thuật, với tất cả những hy sinh và sự đồng cảm mà [công việc này] đòi hỏi", đồng thời ca ngợi tác phẩm như một sự tri ân đối tới Larson. Màn ra mắt dưới vai trò đạo diễn của Miranda cũng được khen ngợi, đặc biệt là nhờ những thử thách trong việc chuyển thể chất liệu. Peter Debruge của Variety lưu ý rằng bất chấp mối liên hệ cá nhân của Miranda với câu chuyện của Larson, công việc chỉ đạo đạo diễn của anh dường như bỏ qua hoàn toàn cái tôi cá nhân để tập trung vào chính Larson.